# Marouane Fellaini
Marouane Fellaini Bakkioui (født 22. november 1987) er en belgisk fodboldspiller, som tideligere spillede for den engelske klub Manchester United og det belgiske landshold, hvor han nu spiller for den kinesiske klub Shandong Luneng.
Han blev født i Etterbeek af marokkanske forældre. Fellaini spillede ungdomsfodbold hos R.A.E.C. Mons, Royal Francs Borains og Charleroi S.C., før han kom til Standard Liège. Efter at have vundet Belgiske Pro League og Ebony Shoe som Liège-spiller, flyttede han til England, hvor han skrev kontrakt med Everton FC. I Everton blev han kåret til klubbens "Bedste Unge Spiller i Sæsonen" i 2008-09, hvor klubben spillede sig i finalen i FA Cup-turneringen, som den dog tabte.
Efter 6 år i Everton skiftede han til Manchester United i september 2013, hvor klubberne indgik en aftale på cirka 250 millioner kr. Fellaini er letgenkendelig på grund af sin højde og sin afrofrisure.

## Klubkarriere

### Tidlig karriere
Han blev født i Etterbeek i Bruxelles, hvor Fellaini begyndte at spille fodbold i en alder af 8 år for Anderlecht. Fellainis første passion var 10.000-meter-løb, hvilket han endda foretrak frem for fodbold. Som barn ville han løbe til skole, mens hans klassekammerater kom i skole via bus eller bil. Selvom Fellaini havde denne passion for løb, var hans far, Abdellatif, selv tidligere professionel fodboldspiller, og dermed guidede han sin søn mod fodboldspillet frem for løbesporten.
I sin første sæson på Anderlechts Akademi, scorede Fellaini 26 mål og i sin anden scorede han 37. Han blev på Anderlechts Akademi indtil, han var 10 år, hvor han flyttede til Mons, da hans far havde fået nyt job i byen. Tre år senere skiftede han til R. Francs Borains, hvorefter han tog til Sporting Charleroi. I en alder af 17 år skrev han under på sin første permanente professionelle kontrakt med Standard Liège. Mellem 2006 og 2008 fik han 84 optrædener for klubben, og han scorede 11 gange. Han er kendt for sine hovedstødsevner og sin udholdenhed, hvilket gjorde ham til en af de bedste midtbanespillere i Belgiske Pro League 2008, og samtidig vandt han Ebony Shoe i 2008, som er en pris der bliver givet til sæsonens bedste spiller med afrikansk afstamning.

### Everton
På trods af bud fra Manchester United og efterfølgende interesser fra Aston Villa, Real Madrid, Tottenham og Bayern München, skrev Fellaini i stedet under på en kontrakt for Everton i september 2008. Det var en femårig aftale, og Standard Liège modtog cirka 135 millioner kr. for ham (hvilket den gang var rekord for en belgisk spiller og som stadig er klubrekord i Everton). Han fik sin debut for Everton i en 3–2-sejr ude mod Stoke City den 14. september 2008, og han scorede sit første mål for holdet hjemme mod Newcastle United i et 2–2-opgør den 5. oktober 2008. Fellaini scorede 9 mål i sin første sæson.
Gennem sin debutsæson  fik Fellaini 10 advarsler i sine første 17 kampe, og han undgik en lang karantæneperiode ved at deltage i en personlig høring med Englands cheffodbolddommer, Keith Hackett, hvor han sværgede at forbedre sin opførsel. Han holdt sit løfte, da han kun fik 3 yderligere advarsler i 16 kampe efterfølgende. I alt var hans advarselsstatistik dog højere end nogen anden spiller i Premier League.
I slutningen af 2008–09-sæsonen blev Fellaini kåret som Evertons "Bedste Unge Spiller i Sæsonen".
Under sin tid i England er han blevet kendt for sin store afrofrisure. Så meget at man har kunnet se Everton-fans med afro-parykker fordelt på tribunerne, når Fellaini tørnede ud for klubben. Fellaini blev indsat som assisterende angriber i Evertons 2008–09-sæson, da klubben havde alle sine angribere ude med skader. For det meste spillede han bag ved Tim Cahill, som også var en midtbanespiller der blev brugt som angriber. Senere kom Fellaini til at spille på sin favoritposition, den defensive midtbane, igen. Hans indsats i slutningen af 2009 og starten af 2010 blev så bemærkelsesværdig, at David Moyes stiftede kaldte ham "ligeså god som enhver anden i ligaen", hvilket han gentog efter af Fellaini blev kampens spiller mod Manchester City den 16. januar. Fellaini blev båret fra banen i det 34. minut af et Merseyside derby den 6. februar efter, at Sotirios Kyrgiakos havde tacklet med begge fødder først. Denne episode gjorde, at Sotirios Kyrgiakos blev udvist med det samme, og at Fellaini var ude resten af sæson 2009-10.
Fellaini pådrog sig en ankelskade i et FA Cup-returopgør mod Chelsea i februar 2011. Han var i stand til at spille i en 2-0-sejr mod Sunderland, men ankelskaden fra forrige kamp brød op, og han var ude resten af sæson 2010–11. Han spillede ikke en betydningsfuld kamp indtil august 2011, hvor han kom ind som udskifter i et 1-0-nederlag til Queens Park Rangers på Goodison Park. Han spillede få dage senere hele kampen, da Everton slog Sheffield United 3–1 i League Cup. I november 2011 skrev han under på en ny femårig kontrakt med klubben. Han sluttede sæsonen af med at have fuldført flest tacklinger, vundet flest dueller og lavet flere afleveringer end nogen anden i klubben. Han endte på andenpladsen i antallet af flest fuldførte tacklinger i hele ligaen, og samtidig vandt han også mere boldbesiddelse end nogen anden spiller i ligaen, da han havde haft bolden 190 gange.
Til åbningskampen i Premier League sæson 2012–13 mod Manchester United modtog Fellaini bifald for hans fremragende indsats, da han scorede det eneste mål i en 1-0-sejr. Han fortsatte sin gode form efterfølgende mod blandt andre Arsenal, Manchester City, Sunderland og Fulham. Fellaini blev derefter kåret som "Månedens Spiller i Premier League i november 2012.
Fellaini fik karantæne i tre kampe af det engelske fodboldforbund den 17. december 2012, efter at han havde givet Ryan Shawcross en skalle i en kamp mod Stoke. Denne hændelse opdagede dommerne ikke under kampen. Samme måned blev han rangeret som nummer 60 i De 100 Bedste Fodboldspillere i Verden af avisen The Guardian.

### Manchester United

#### 2013–14-sæsonen
Den 2. september 2013 skrev Fellaini under på en fireårig kontrakt med Manchester United F.C., hvori der var en option på forlængelse med yderligere et år. Han blev i samme ombæring genforenet med sin tidligere træner David Moyes til en handel af værdi på estimeret £27.5 millioner. Han fik sin debut for klubben den 14. september i en 2-0-sejr hjemme over Crystal Palace, da han blev skiftet ind i 62. minut i stedet for Anderson. Debuten med fuld spilletid kom tre dage senere den 17. september, da han startede inde i en 4-2-sejr over Bayer Leverkusen i UEFA Champions League 2013–14. Fellaini blev den 5. november forvist sit første røde kort for Manchester United i en kamp mod Real Sociedad i gruppespillet af UEFA Champions League 2013-14.
I april 2014 blev Fellaini udnævnt som et af de ti værste køb i Premier League-sæsonen af The Daily Telegraph. Han startede blot inde femten gange i ligaen gennem sæsonen, sammenlignet med at han startede inde enogtredive gange for Everton sæsonen forinden (2012-13).

#### 2014–15-sæsonen
I sin første træningskamp forud for 2014-15-sæsonen blev Fellaini skiftet ind fra udskiftningsbænken og scorede sit første mål for Manchester United, hvilket var med til at give Manchester United en 2-1-sejr over Valencia i Louis van Gaals første kamp på Old Trafford som manager.
Den 20. oktober 2014 scorede han sit første mål for Manchester United i en turneringsrelateret situation (Premier League) i en 2-2-kamp mod West Bromwich Albion, hvor han blev skiftet ind i pausen med mål til følge to minutter senere. Den første kamp, hvor Fellaini startede inde under den nye manager Van Gaal, kom i den efterfølgende runde i en kamp mod Chelsea og var med til at sikre Manchester United point mod ligaens førerhold. Fellaini løb 12,17 kilometer i løbet af kampen, mest af alle Manchester Uniteds spillere, og løb 70 højintense løb, mest af alle på banen. Han var ydermere involveret i Robin van Persies scoring, idet Fellaini headede på mål, som blev reddet af Thibaut Courtois, hvorefter van Persie skød reposten i mål. Den 2. december scorede Fellaini sit første mål for United i en turnering i et 2-1-nederlag til Stoke City F.C..
Fellainis tredje mål i sæsonen kom i en 0-2-sejr ude over Queens Park Rangers F.C. den 17. januar 2015. Den 15. marts 2015 scorede han sit fjerde mål i sæsonen og assisterede Uniteds andet mål, scoret af Michael Carrick, i en 3-0-hjemmebanesejr over Tottenham. Han blev ydermere tildelt prædikatet kampens spiller for sin præstation. Han scorede Uniteds andet mål i en 4-2-sejr i Manchester derby den 12. april. Den 9. maj scorede han det kampafgørende mål, sæsonens syvende mål af Fellaini, i en 2-1-sejr over Crystal Palace. 15 dage senere blev han tildelt det røde kort i Premier League-sæsonens sidste spillerunde efter at være blevet skiftet ind 19 minutter tidligere. United holdt dog stand og spillede 0-0 mod Hull City på KC Stadium.

#### 2015–16-sæsonen
Han spillede sin første kamp i 2015-16-sæsonen den 18. august 2015, hvor han samtidig scorede Uniteds tredje mål i en 3-1-sejr over Club Brugge i det første af to opgør i playoffrunden til Champions League. Louis van Gaal udmeldte den 25. august 2015, at Fellaini ville fungere bedre som angriber. Efter at have haft problemer med at etablere sig som angriber i de efterfølgende spillerunder udtalte Fellaini i et interview med Bleacher Report:
| „ | When the manager asks me to play somewhere, I play there. But my best position is midfield. | “ |
|   | — Marouane_Fellaini, 24. september 2015                                                     |   |

Fellaini scorede det første mål i en 2-1-sejr over Everton i FA Cuppens semifinale på Wembley Stadium den 23. april 2016. Han blev den 5. maj tildelt tre spilledages karantæne af The Football Association for at tildele Leicesters Robert Huth en albue. Huth blev i samme ombæring tildelt samme længde straf for at hive i Fellainis hår under konfrontationen mellem de to spillere. Han spillede alle 120 minutter i Manchester Uniteds 2-1-sejr over Crystal Palace i FA Cup finalen 2016.

#### 2016–17-sæsonen
Den 7. august spillede Fellaini alle 90 minutter i Uniteds 2-1-sejr over Leicester City Community Shield 2016. Han spillede sin 100. kamp for United den 4. december imod sin tidligere klub Everton F.C. og begik et straffespark blot få minutter efter at være trådt ind på banen. Leighton Baines omsatte straffesparket til mål og sikrede dermed Everton F.C. 1-1. Idet José Mourinho foretrak Ander Herrera ved siden af Paul Pogba på den centrale midtbane, blev Fellainis optrædener hovedsageligt til at ske efter indskiftning. Alligevel valgte Manchester United den 11. januar 2017 - dagen efter at han scorede Manchester Uniteds andet mål i en 2-0-sejr over Hull City i den første ud af to opgør i EFL Cup 2016-17's semifinale - at benytte klausulen i Fellainis kontrakt, hvor han med kontrakten bandt ham til United frem til afslutningen af 2017-18-sæsonen.
Fellainis første mål i 2017-18-sæsonen kom mod Leicester City i en 2-0-sejr den 26. august 2017. Han scorede et hovedstødsmål i en kamp mod Basel, hvormed han hjalp United til at vinde gruppespilskampen 3-0 den 12. september. Den 30. september scorede han ydermere et mål i en 4-0-sejr over Crystal Palace, hvormed han da havde scoret fire mål i otte kampe. Mourinho roste efterfølgende Fellainis præstation og udtalte:
| „ | He had to be a strong character. He is a fighter, a guy with lots of pride and I am really pleased I helped him reach this level and change the perception the fans have now. I’m really happy for him | “ |
|   | — José Mourinho, 30. september 2017 |   |

## Landsholdskarriere
Fellaini var berettiget til enten at spille for Belgien eller Marokko. Han valgt at repræsentere Belgien allerede fra ungdomsniveau. Han repræsenterede U/23-holdet til Sommer-OL 2008, hvor de fik en 4. plads, da de tabte til Brasilien i bronzekampen.
Hans debut for seniorholdet fik han i februar 2007, og hans første mål scorede han i et 2-1-nederlag mod Portugal under en kvalifikationskamp til EM 2008.

### Landsholdsmål
Marouane Fellaini er en integreret del af det belgiske landshold, hvis succes er stigende. Han spiller sammen med midtbanespillere som Axel Witsel, Steven Defour og Mousa Dembélé.
Scoringer og resultater angives med Belgiens regnskab først.
Opdateret til kampe der er spillet før den 5. juni 2017
| #  | Dato              | Stadion                                   | Modstander          | Score | Resultat | Turnering                           |        |
| -- | ----------------- | ----------------------------------------- | ------------------- | ----- | -------- | ----------------------------------- | ------ |
| 1  | 2. juni 2007      | King Baudouin Stadium, Bruxelles, Belgien | Portugal            | 1–1   | 1–2      | Kvalifikation EM 2008               |        |
| 2  | 11. oktober 2008  | King Baudouin Stadium, Bruxelles, Belgien | Armenien            | 2–0   | 2–0      | Kvalifikation VM 2010               |        |
| 3  | 15. november 2009 | Jules Ottenstadion, Ghent, Belgien        | Ungarn              | 1–0   | 3–0      | Venskabskamp                        |        |
| 4  | 12. oktober 2010  | Stade Roi Baudouin, Bruxelles, Belgien    | Østrig              | 2–2   | 4–4      | Kvalifikation EM 2012               |        |
| 5  | 11. oktober 2011  | Esprit Arena, Düsseldorf, Tyskland        | Tyskland            | 1–3   | 1–3      | Kvalifikation EM 2012               |        |
| 6  | 29. maj 2013      | FirstEnergy Stadium, Cleveland, USA       | USA                 | 3–1   | 4–2      | Venskabskamp                        |        |
| 7  | 7. juni 2013      | King Baudouin Stadium, Bruxelles, Belgien | Serbien             | 2–0   | 2–1      | Kvalifikation VM 2014               |        |
| 8  | 5. marts 2014     | King Baudouin Stadium, Bruxells           | Elfenbenskysten     | 1–0   | 2–2      | Venskabskamp                        | [ 54 ] |
| 9  | 17. juni 2014     | Estádio Mineirão, Belo Horizonte          | Algeriet            | 1–1   | 2–1      | VM i fodbold 2014                   | [ 55 ] |
| 10 | 28 March 2015     | King Baudouin Stadium, Bruxelles          | Cypern              | 1–0   | 5–0      | Kvalifikation til EM i fodbold 2016 | [ 56 ] |
| 11 | 28 March 2015     | King Baudouin Stadium, Bruxelles          | Cypern              | 3–0   | 5–0      | Kvalifikation til EM i fodbold 2016 | [ 56 ] |
| 12 | 31 March 2015     | Teddy Stadium, Jerusalem                  | Israel              | 1–0   | 1–0      | Kvalifikation til EM i fodbold 2016 | [ 57 ] |
| 13 | 7. juni 2015      | Stade de France, Saint-Denis              | Frankrig            | 1–0   | 4–3      | Venskabskamp                        | [ 58 ] |
| 14 | 7. juni 2015      | Stade de France, Saint-Denis              | Frankrig            | 2–0   | 4–3      | Venskabskamp                        | [ 58 ] |
| 15 | 3. september 2015 | King Baudouin Stadium, Bruxelles          | Bosnien-Hercegovina | 1–1   | 3–1      | Kvalifikation til EM i fodbold 2016 | [ 59 ] |
| 16 | 5. juni 2017      | King Baudouin Stadium, Bruxelles          | Tjekkiet[N]         | 1–0   | 2–1      | Venskabskamp                        | [ 60 ] |

## Personligt liv
Fellainis forældre er marokkanske og kommer fra byen Tanger, men han voksede op i Bruxelles. Hans far, Abdellatif, er en tidligere målmand, og han spillede for Raja Casablanca og Hassania Agadir. Han skrev senere under på kontrakt for Racing Mechelen og flyttede dermed til Belgien. Han var dog ikke i stand til at spille, da hans tidligere marokkanske klub nægtede at udlevere hans dokumenter og oplysninger. I stedet for at vende hjem til Marokko igen, besluttede faderen sig for at blive buschauffør for STIB. Faderen gik tidligt på pension for at overvære sin søns fodboldkarriere. Fellaini er muslim.

## Karrierestatistikker

### Klub
| Klub              | Klub           | Liga | Liga | Cup | Cup | Liga Cup | Liga Cup | Kontinentalt | Kontinentalt | Andet | Andet | I alt | I alt |
| Klub              | Sæson          | Kmp  | Mål  | Kmp | Mål | Kmp      | Mål      | Kmp          | Mål          | Kmp   | Mål   | Kmp   | Mål   |
| ----------------- | -------------- | ---- | ---- | --- | --- | -------- | -------- | ------------ | ------------ | ----- | ----- | ----- | ----- |
| Standard Liege    | 2006–07        | 30   | 3    | 7   | 1   | –        | –        | 3            | 0            | –     | –     | 40    | 4     |
| Standard Liege    | 2007–08        | 31   | 6    | 5   | 1   | –        | –        | 3            | 0            | –     | –     | 39    | 7     |
| Standard Liege    | 2008–09        | 3    | 0    | 0   | 0   | –        | –        | 2            | 0            | –     | –     | 5     | 0     |
| Standard Liege    | I alt          | 64   | 9    | 12  | 2   | –        | –        | 8            | 0            | –     | –     | 84    | 11    |
| Everton           | 2008–09        | 30   | 8    | 4   | 1   | 1        | 0        | –            | –            | –     | –     | 35    | 9     |
| Everton           | 2009-10        | 23   | 2    | 2   | 0   | 2        | 0        | 7            | 1            | –     | –     | 34    | 3     |
| Everton           | 2010-11        | 20   | 1    | 3   | 1   | 2        | 1        | –            | –            | –     | –     | 25    | 3     |
| Everton           | 2011-12        | 34   | 3    | 6   | 1   | 3        | 1        | –            | –            | –     | –     | 43    | 5     |
| Everton           | 2012-13        | 31   | 11   | 4   | 1   | 1        | 0        | –            | –            | –     | –     | 36    | 12    |
| Everton           | 2013–14        | 3    | 0    | 0   | 0   | 1        | 1        | –            | –            | –     | –     | 4     | 1     |
| Everton           | I alt          | 141  | 25   | 19  | 4   | 10       | 3        | 7            | 1            | –     | –     | 177   | 33    |
| Manchester United | 2013–14        | 16   | 0    | 0   | 0   | 0        | 0        | 5            | 0            | –     | –     | 21    | 0     |
| Manchester United | 2014–15        | 27   | 6    | 4   | 1   | 0        | 0        | –            | –            | –     | –     | 31    | 7     |
| Manchester United | 2015–16        | 18   | 1    | 6   | 2   | 2        | 0        | 8            | 1            | –     | –     | 34    | 4     |
| Manchester United | 2016–17        | 9    | 0    | 0   | 0   | 1        | 0        | 1            | 0            | 1     | 0     | 12    | 0     |
| Manchester United | I alt          | 70   | 7    | 10  | 3   | 3        | 0        | 14           | 1            | 1     | 0     | 98    | 11    |
| Karriere i alt    | Karriere i alt | 274  | 41   | 41  | 9   | 13       | 3        | 29           | 2            | 1     | 0     | 358   | 53    |

Statistikken er opdateret for kampe til og med 6. oktober 2016

### Landshold
| Belgien | Belgien | Belgien |
| År      | Kampe   | Mål     |
| ------- | ------- | ------- |
| 2007    | 8       | 1       |
| 2008    | 6       | 1       |
| 2009    | 7       | 1       |
| 2010    | 5       | 1       |
| 2011    | 6       | 1       |
| 2012    | 6       | 0       |
| 2013    | 4       | 2       |
| 2014    | 12      | 2       |
| 2015    | 6       | 6       |
| 2016    | 9       | 0       |
| I alt   | 73      | 15      |

Statistikken er opdateret for kampe til og med 7. oktober 2016

## Udmærkelser
Standard Liège
- Belgiske Pro League (1) 2007–08
- Belgian Ebony Shoe (1): 2008

Everton
- FA Cup tabende finalister: 2009

Individuelt
- Evertons Bedste Unge Spiller i Sæsonen (1): 2008–09
- Månedens Spiller i Premier League (1): November 2012